# Montpelier (Louisiana)
Montpelier è un comune degli Stati Uniti d'America, situato nello Stato della Louisiana, in particolare nella parrocchia di St. Helena.